# Invloedssfeer van een hemellichaam
De invloedssfeer van een hemellichaam (Engels: "sphere of influence" (SOI)) is in de astronomie en astrodynamica het bolvormige gebied rondom een hemellichaam waarin de zwaartekracht bijna geheel bepaald wordt door het hemellichaam zelf. Gewoonlijk beschrijft men er de gebieden mee in planetenstelsels waar planeten de baan bepalen van hen omringende hemelobjecten (zoals manen of kunstmatige satellieten), ondanks de aanwezigheid van veel grotere (maar verafgelegen) hemellichamen als de zon.
De formule voor het berekenen van de straal van de invloedssfeer van een planeet is:
{\displaystyle r_{\mathrm {SOI} }=a_{p}\left({\frac {m_{p}}{m_{s}}}\right)^{2/5}}
Toelichting:
- {\displaystyle r_{\mathrm {SOI} }} betekent: de straal van de invloedssfeer
- {\displaystyle a_{p}} is de halve lange as van de elliptische baan van de planeet om de zon.
- {\displaystyle m_{p}} en {\displaystyle m_{s}} zijn de massa's van respectievelijk de planeet en de zon.

Analoog geeft deze vergelijking de invloedssfeer van de maan ten opzichte van het zwaartekrachtsveld van de aarde. De grootheden {\displaystyle m_{p}} en {\displaystyle m_{s}} worden dan vervangen door de massa's van respectievelijk de maan en de aarde.
In de astrodynamica wordt de invloedssfeer gebruikt voor een eerste berekening van de baan van een ruimtevaartuig bij een reis tussen twee hemellichamen, bijvoorbeeld van de aarde naar Mars, of naar de maan. In ieder gebied wordt alleen rekening gehouden met de sterkste bijdrage aan het zwaartekrachtsveld en worden andere bijdragen genegeerd. In deze benadering bestaat de baan uit aaneengeregen kegelsneden (Engels: "patched conic approximation"). Voor de uiteindelijke berekening van de baan is deze benadering niet goed genoeg en moeten numerieke methoden worden gebruikt.

## Grootte van de invloedssfeer van planeten in het zonnestelsel
| Planeet                       | Straal van de invloedssfeer (km) | Straal van de invloedssfeer (planeetstralen) |
| ----------------------------- | -------------------------------- | -------------------------------------------- |
| Mercurius                     | 112 × 103                        | 45                                           |
| Venus                         | 616 × 103                        | 100                                          |
| Aarde                         | 925 × 103                        | 145                                          |
| Maan (ten opzichte van Aarde) | 66,1 × 103                       | 38                                           |
| Mars                          | 577 × 103                        | 170                                          |
| Jupiter                       | 48,2 × 106                       | 677                                          |
| Saturnus                      | 54,8 × 106                       | 901                                          |
| Uranus                        | 51,7 × 106                       | 2025                                         |
| Neptunus                      | 86,7 × 106                       | 3866                                         |

## Voetnoten
1. ↑  Dover Publications. Gearchiveerd op 7 augustus 2023.
2. ↑  McGraw Hill